# Іркутський район
Іркутський район (рос. Иркутский район) — адміністративно-територіальна одиниця (муніципальний район) Іркутської області Сибірського федерального округу Росії. 
Адміністративний центр - місто Іркутськ (до складу району не входить).

## Географія
Іркутський район межує на півдні зі Слюдянським районом, на заході з Шелеховським, Ангарським, Усольським районами , на півночі з Боханським районом, на північному сході з Ехірит-Булагатським і Ольхонським районами області. На південному сході район виходить до озера Байкал, по акваторії якого проходить адміністративна межа з Бурятією. З південного сходу на північний захід територію району перетинає річка Ангара.
Площа району - 11,3 тис. км², в тому числі близько 2,4 тис. км² - акваторії озера Байкал і Іркутського водосховища. Рослинність в північній частині змішана, в південній - хвойна.
Клімат
Клімат району різко континентальний.

## Історія
У квітні 1941 року частина території Іркутського району була передана в новий Баяндаєвський район.